# Eleanor Nabwiso
Eleanor Vaal Nansibo Nabwiso es una actriz, productora y directora ugandesa. Es conocida por su trabajo en The Hostel, Rain, Beneath The Lies - La serie y Bed of Thorns como directora. También es propietaria de una productora llamada Nabwiso Films, que creó junto con su esposo Mathew Nabwiso.

## Biografía
Nabwiso nació en el Hospital Sir Albert Cook Mengo, hija de Kefa Sempangi y Jane Frances Nakamya. Es la tercera de cinco hijos. Su padre, quien fundó la Iglesia Presbiteriana en Uganda, también fue una figura fundamental en el ministerio a los niños de la calle en Uganda en 1971 bajo la bandera de The Africa Foundation. 
Completó su educación primaria en la escuela femenina de Namagunga. Luego se unió a Seeta High School Mukono para sus niveles O y A. Finalmente, asistió a la Universidad Sikkim Manipal, donde se graduó con un título en ciencias en TI.

## Carrera
Inició su carrera cinematográfica cuando era una adolescente. Durante unas vacaciones fue elegida para presentar un programa de fin de semana, K-Files en WBS TV. Actuó en The Hostel, una serie dramática ugandesa creada por Sabiiti "MMC" Moses y Emanuel "BUUBA" Egwel sobre la vida de estudiantes universitarios en sus albergues. Actuó en las series de televisión Kyaddala, una serie panafricana creada por Emmanuel Ikubese para Emmanuel Ikubese Films, Reach a Hand Uganda, #Family (Hashtag Family) y Beneath The Lies.
Participó en la película Bed of Thorns (#Tosirika), producida exclusivamente por mujeres, dirigida por ella y producida en Nabwiso Films.

## Premios y nominaciones
Ganó el premio a la Mejor Actriz de Drama de televisión en los Premios del Festival de Cine de Uganda 2019. También ganó el Premio London Arthouse Film Festivale y el Premio Africa Focus a la Mejor Película, ambos por Bed of Thorns.

## Vida personal
Está casada con Mathew Nabwiso y tienen cuatro hijos juntos.